# Voltri
Voltri är en quartiere och tidigare kommun i kommunen Genua i provinsen Genua i regionen Ligurien, Italien. Orten ligger cirka 15 kilometer väster om Genua, och hade 13 096 invånare (2010).

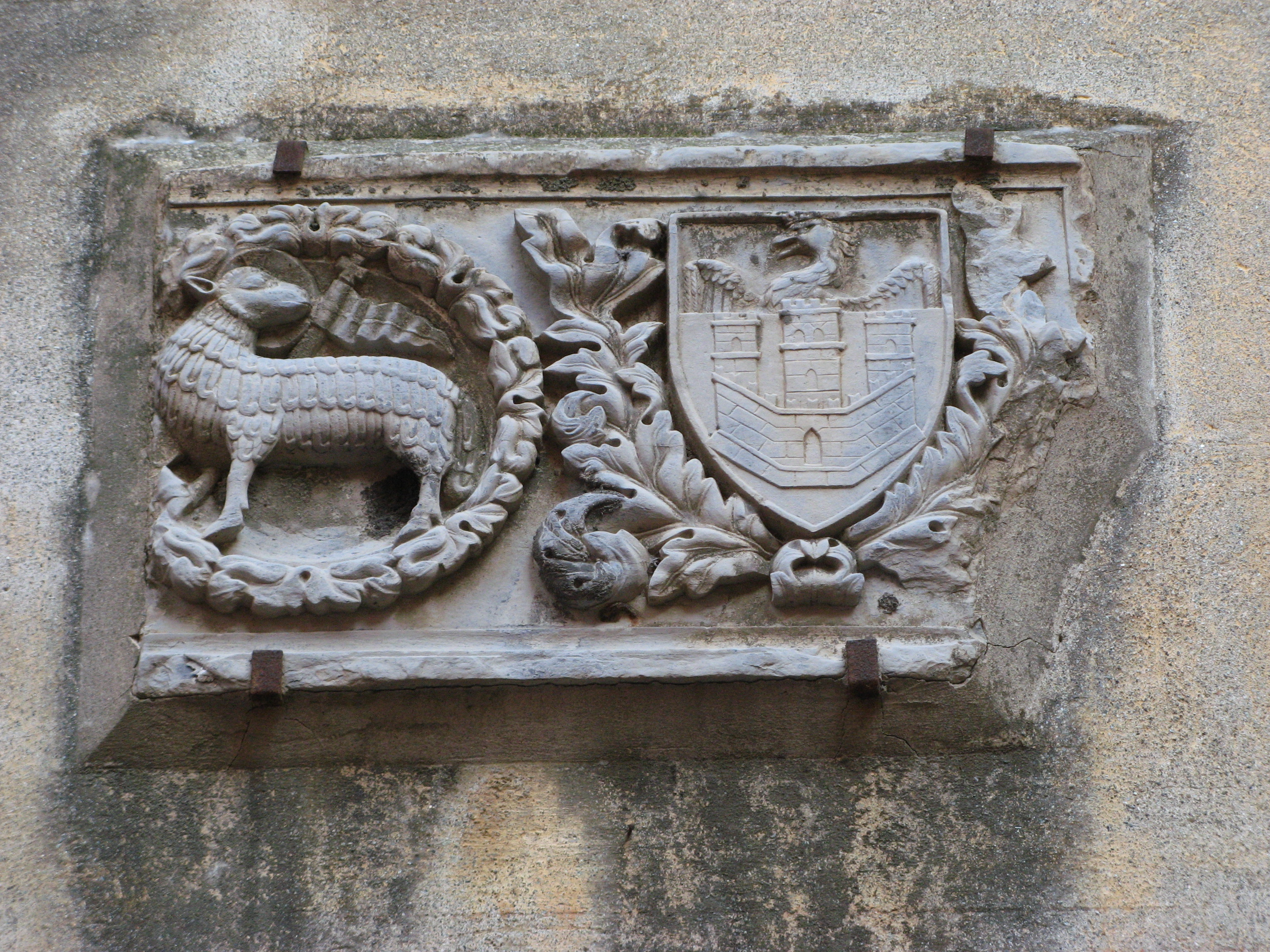
Voltri historiska vapen